# Sulcus temporalis inferior
De sulcus temporalis inferior of onderste slaapgroeve is een hersengroeve in de temporale kwab van de grote hersenen. De sulcus temporalis inferior vormt een scheiding tussen de bovenliggende gyrus temporalis medius (middelste slaapwinding) en de onderliggende gyrus temporalis inferior (onderste slaapwinding).

## Verloop
Zoals vele andere hersengroeven is het verloop van de sulcus temporalis inferior niet continu. Hij wordt onderbroken door een aantal gyri transitivi (overgangswindingen) en kent een ingewikkeld verlooppatroon met een aantal vertakkingen, waarvan een aantal delen weer kunnen doorlopen in andere hersengroeven.